# Agrypon puncticulatum
Agrypon puncticulatum là một loài tò vò trong họ Ichneumonidae.